# Hardricourt
Hardricourt is een gemeente Frankrijk. Het ligt aan de noordoever, de rechter oever van de Seine op 35 km ten noordwesten van het centrum van Parijs.
Er ligt station Meulan - Hardricourt.

## Kaart
Er ligt over de hele lengte van de Seine waar Hardricourt aan grenst een eiland in de Seine, maar dat behoort tot de buurgemeente Meulan-en-Yvelines van Hardricourt.
De onderstaande kaart toont de ligging van Hardricourt met de belangrijkste infrastructuur en aangrenzende gemeenten.

## Demografie
Onderstaande figuur toont het verloop van het inwonertal, bron: INSEE-tellingen. 